# ضيفة من المستقبل
ضيفة من المستقبل (بالروسية: Гостья из будущего) مسلسل سوفييتي موجه للأطفال، أُنتج سنة 1985م وبُث من قبل تلفزيون السوفييت الوسطى، كما عُرض المسلسل في عدة بلدان من بينها الهند واليابان والمملكة المتحدة.

## وصلات خارجية
- ضيفة من المستقبل على موقع IMDb (الإنجليزية)
- ضيفة من المستقبل على موقع أول موفي (الإنجليزية)
- ضيفة من المستقبل على موقع قاعدة بيانات الفيلم (الإنجليزية)
- ضيفة من المستقبل على موقع ليتربوكسد (الإنجليزية)
- ضيفة من المستقبل على موقع كينوبويسك (الروسية)
- ضيفة من المستقبل على موقع قاعدة بيانات الفيلم (الإنجليزية)